# 胡安·夸德拉多
胡安·吉列尔莫·夸德拉多·贝略（西班牙語：Juan Guillermo Cuadrado Bello；1988年5月26日—）是一名哥伦比亚足球员，司职边锋，現效力意甲球隊比薩。

## 俱乐部生涯
夸德拉多2007年从乌拉巴竞技加入麦德林独立青训体系，并在2008年进入一队。
2009年7月2日，他和意大利足球甲级联赛球队乌迪内斯签约五年。 2009年11月1日，他在乌迪内斯1比1平切沃的比赛首次在意甲联赛亮相。夸德拉多在乌迪内斯得到的出场机会不多，2011/12赛季被租借到莱切一个赛季，他在该赛季出场33次射进3球。2012年夏季，他又被租借到佛罗伦萨一个赛季。2012年11月4日，他在佛罗伦萨主场4比1击败卡利亚里的比赛射进加盟球队的首球。 他在2012/13赛季贡献了5个进球，6次助攻，帮助球队获得联赛第四名。2013年夏季，佛罗伦萨启用合同的买断合同，正式签入夸德拉多。
2015年2月冬季轉會窗关闭前，英超球會切尔西正式購入夸德拉多，轉會費約2650萬英鎊。
2022年4月15日，夸德拉多選擇續約一年在尤文繼續他的足球生涯。

## 国家队生涯
2010年9月3日，夸德拉多在哥伦比亚和委内瑞拉的友谊赛首次代表球队亮相，他在比赛中射进在国家队的首个进球，帮助哥伦比亚2比0击败对手。
2014年世界杯，瓜德拉多在對陣日本時取得進球，並以四個助攻與托尼·卻奧斯並列為助攻榜榜首。
2021年6月，瓜德拉多入選了哥倫比亞參加2021年美洲國家盃的大名單。 7月9日，他在季軍戰中以3-2戰勝秘魯的比賽中打進了哥倫比亞的第一個任意球，最終哥倫比亞獲得美洲盃季軍。

## 榮譽

### 俱樂部
尤文图斯
- 義大利甲組足球聯賽冠軍：2015–16、2016–17、2017–18、2018–19、2019-20
- 義大利盃冠軍：2015–16、2016–17、2017–18、2020–21[4]
- 義大利超級盃冠軍：2018、2020

 切爾西
- 英格蘭足球超級聯賽冠軍：2014–15

 國際米蘭
- 義大利盃冠軍：2023

### 國家隊
哥倫比亞
- 美洲國家盃季軍：2021

## 外部連結
- Soccerway資料庫：胡安·夸德拉多